# Скоша
Ско́ша, Ско́тия, мо́ре Ско́ша, или море Ско́тия (англ. Scotia Sea) — межостровное море в южной части Атлантического океана между островами Южная Георгия, Южными Сандвичевыми и Южными Оркнейскими. Большая его часть лежит в пределах Атлантического океана, меньшая — в пределах Южного океана. На западе соединяется проливом Дрейка с Тихим океаном. Площадь 1247 тыс. км². Наибольшая глубина 6022 м. Является самым глубоким по средней глубине морем в мире.
Средняя температура воды на поверхности от 6 °C до −1 °C. Солёность около 34 ‰. В основном находится в субполярных широтах. Воды умеренных широт господствуют лишь в его северо-западной части, в средней — преобладают южные полярные воды Антарктического циркумполярного течения, а в юго-восточную часть с юга поступает ещё более холодная вода из моря Уэдделла. Над морем господствуют сильные западные ветры, часто случаются штормы. Является одним из главных районов зарождения антарктических айсбергов, поэтому они здесь весьма часты.
В море огромное количество криля, служащего пищей для рыб, морских птиц и усатых китов. Развит рыбный промысел.

## Название

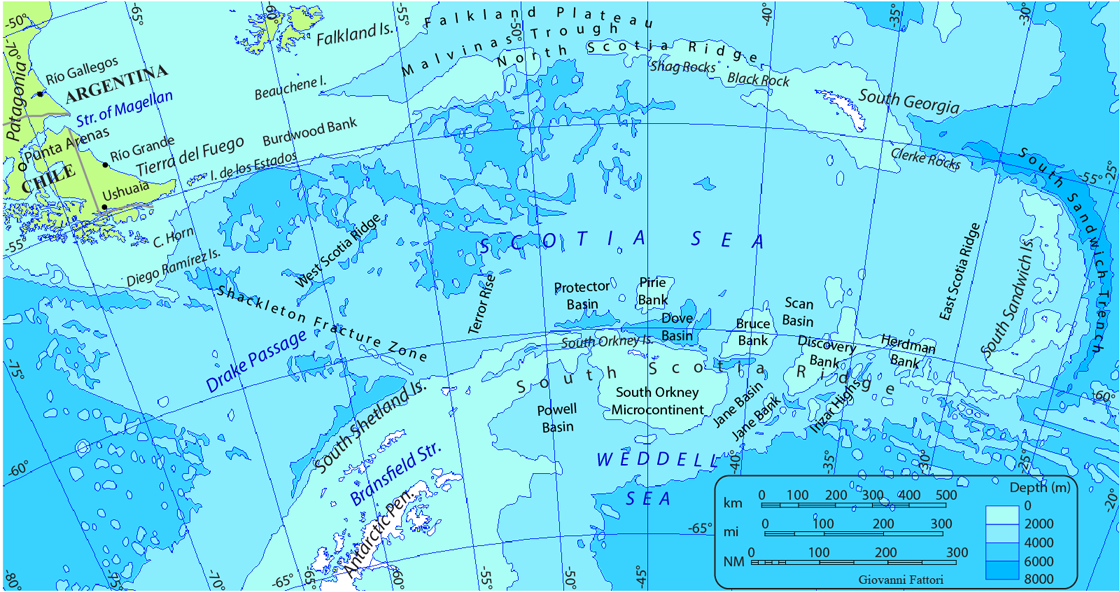
Карта моря Скотия

Море названо в 1932 году по имени экспедиционного судна «Scotia» шотландской антарктической экспедиции У. Брюса, само судно названо латинским обозначением земли племен скоттов, в римские времена наносившимся на карты на севере Ирландии, а в Средневековье перенесенным на территорию современной Шотландии.
В английском произношении этого латинского названия буквосочетание ti звучит примерно как ш, что отразилось в русской транскрипционной передаче этого названия.